# 湯浅隆行
湯浅 隆行（ゆあさ たかゆき、1958年5月5日 - ）は、日本の実業家。元東京海上日動フィナンシャル生命保険株式会社取締役社長。元東京海上日動火災保険株式会社取締役副社長。元東京海上ホールディングス株式会社取締役副社長。

## 人物・経歴
1981年に横浜国大学経済学部を卒業後、同年4月に東京海上火災保険株式会社に入社。経営企画、財務、経理業務や国内生損保事業に従事し、2011年に東京海上日動あんしん生命保険取締役、そして2012年6月に東京海上日動フィナンシャル生命保険株式会社取締役社長に就任した。最終的に、2014年10月に同社が東京海上日動あんしん生命保険に吸収合併されるまで取締役社長を務めた。退任後は、東京海上火災保険および東京海上ホールディングスの業務執行役員としてリスク管理を総括し、2019年4月より、東京海上日動火災保険株式会社取締役副社長と東京海上ホールディングス株式会社取締役副社長を兼任し、グループの資本政策を総括した。
副社長退任後、2022年6月より東京海上ホールディングス常勤監査役を務める。
週末は妻に代わってキッチンに立ち、昼食と夕食作りを担当する一面も持つ。

### 略歴[7]
1981年4月        東京海上火災保険株式会社入社
2012年6月        東京海上日動フィナンシャル生命保険株式会社取締役社長
2014年9月        東京海上日動フィナンシャル生命保険株式会社取締役社長退任
2014年10月      東京海上ホールディングス株式会社常務執行役員
2015年6月        東京海上日動火災保険株式会社常務取締役
2015年6月        東京海上ホールディングス株式会社常務取締役
2018年4月        東京海上ホールディングス株式会社専務取締役
2018年4月        東京海上日動火災保険株式会社専務取締役
2019年4月        東京海上ホールディングス株式会社取締役副社長
2019年4月        東京海上日動火災保険株式会社取締役副社長
2022年3月        東京海上日動火災保険株式会社取締役副社長退任
2022年6月        東京海上ホールディングス株式会社取締役副社長退任
2022年6月        東京海上ホールディングス株式会社常勤監査役